# Майдан (Дрогобицький район)
Майда́н — село Дрогобицького району Львівської області.

## Географія

Доменна піч (1980-х рр.)

Відстань до райцентру становить близько 34 км і проходить автошляхом Т 1402. Довкола села розташований Національний природний парк «Сколівські Бескиди». З Майдану починається знакований туристичний маршрут, який проходить через хребет Серединний, гори Віднога (1132 м), Кривий Верх (1072 м), хребет Парашки та закінчується в місті Сколе. Протяжність маршруту 28 км.
На південній стороні від села і у селі Золотий Потік та Глиняний впадають у річку Рибник, праву притоку Стрию.
У селі знаходиться база відпочинку «Майдан» ПАТ «Центральний гірничо-збагачувальний комбінат».

## Пам'ятки

### Піч плавильна (1814р.)

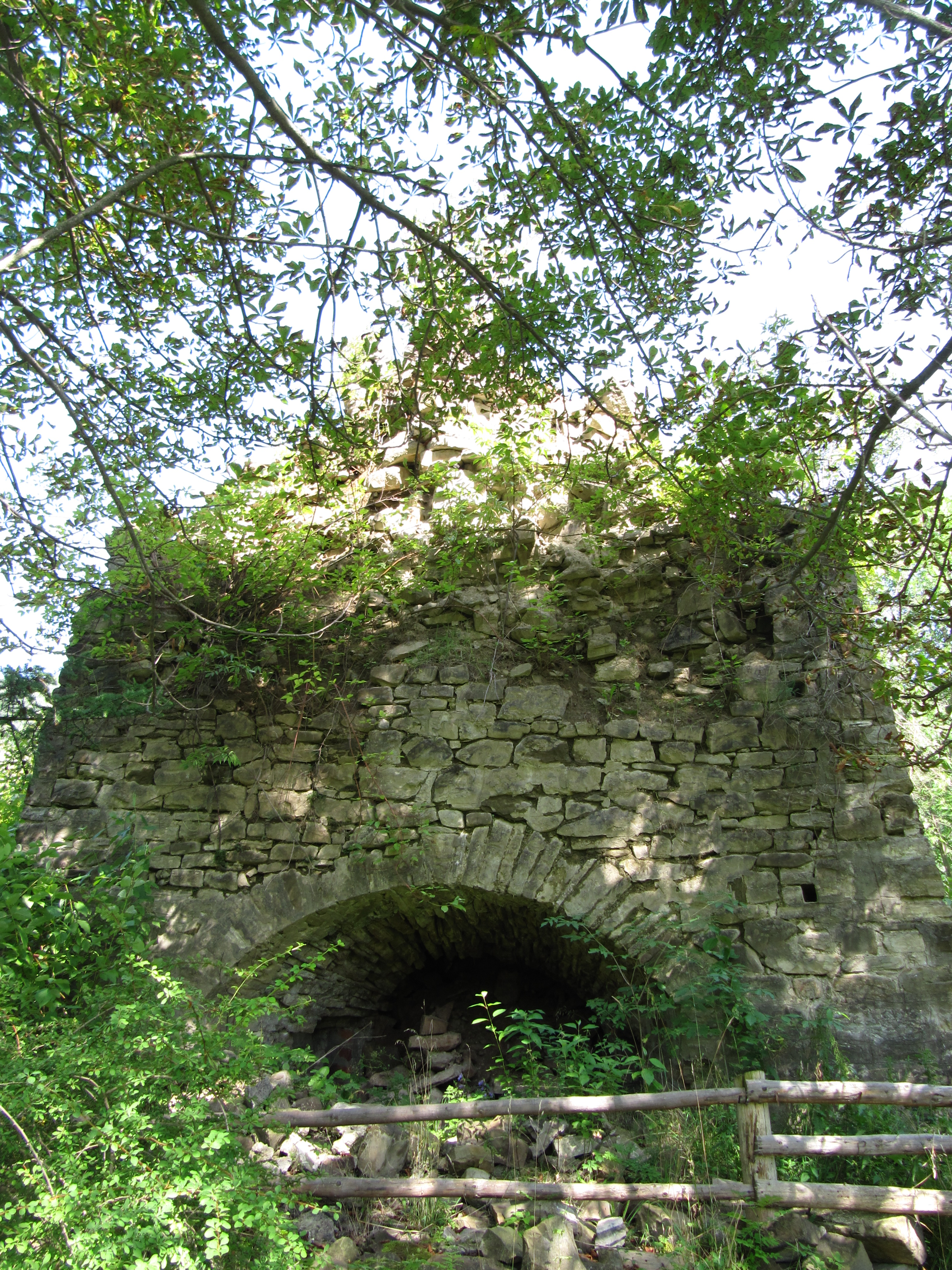
Доменна піч

Колись у селі працювала одна з найдавніших у Східній Галичині плавильня металу. Перша плавка тут відбулась 1814 року. Плавильня складалася з однієї печі, трьох гамарень та кузні, у яких виготовляли цвяхи. Щороку плавильня давали близько дев'яти тонн литого заліза, що становило більш як десяту частину всього, що виплавляла Східна Галичина за того часу. Згодом тут виробляли бляху та залізне знаряддя. Деякий час вона була власністю держави. Залишки доменної печі у селі Майдан збереглися донині. Колись її висота становила 9,48 м, ширина — 7,7 м, довжина — 7 м.

### Церква Богородиці (1939р.)

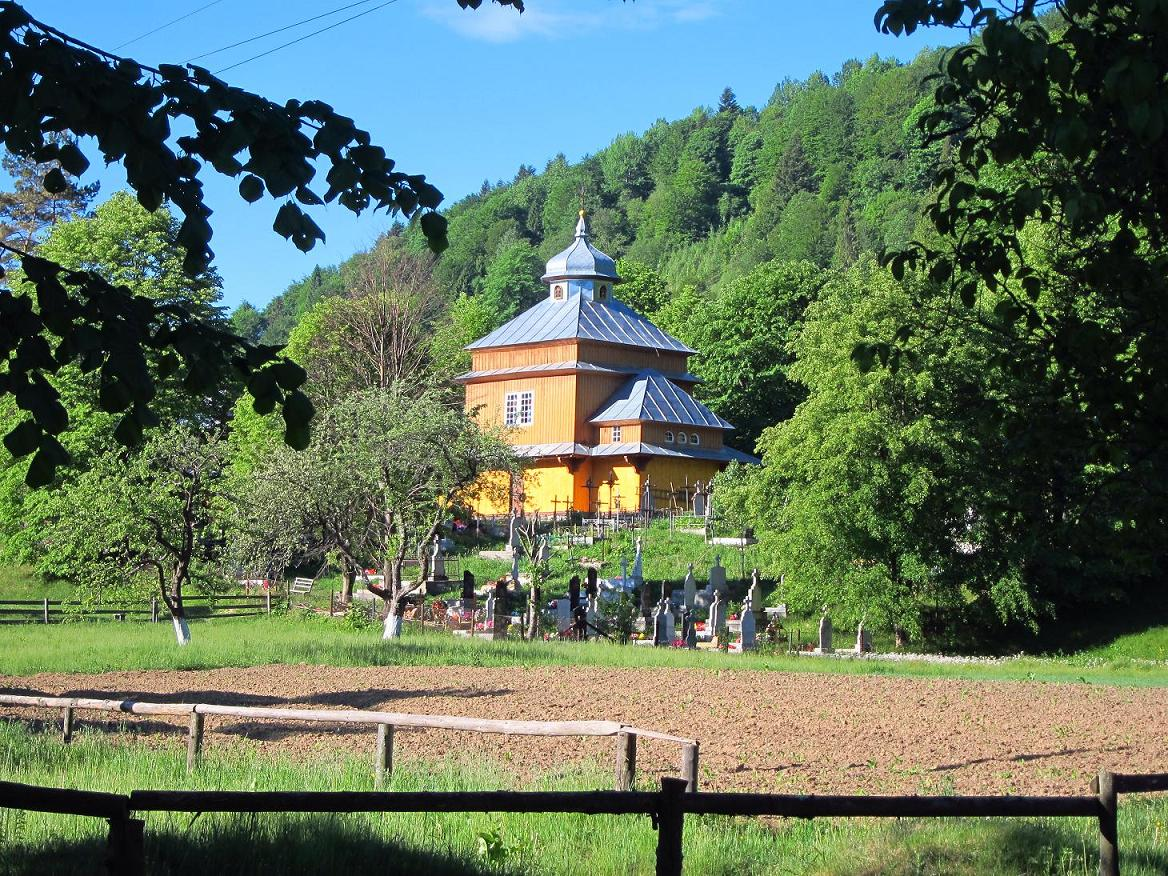
Дерев'яна церква

Дерев'яна церква Успення Пресвятої Богородиці. Храм споруджено в 1939 році на місці старої каплиці, за кошти громади села. В час комуністичного режиму храм з 1958 по 1998 роки стояв зачинений. З правої сторони від входу на подвір'я церкви височить дерев'яна дзвіниця у два яруси. Церква знаходиться в відмінному стані, доглянута.

### Костел (1938р.)

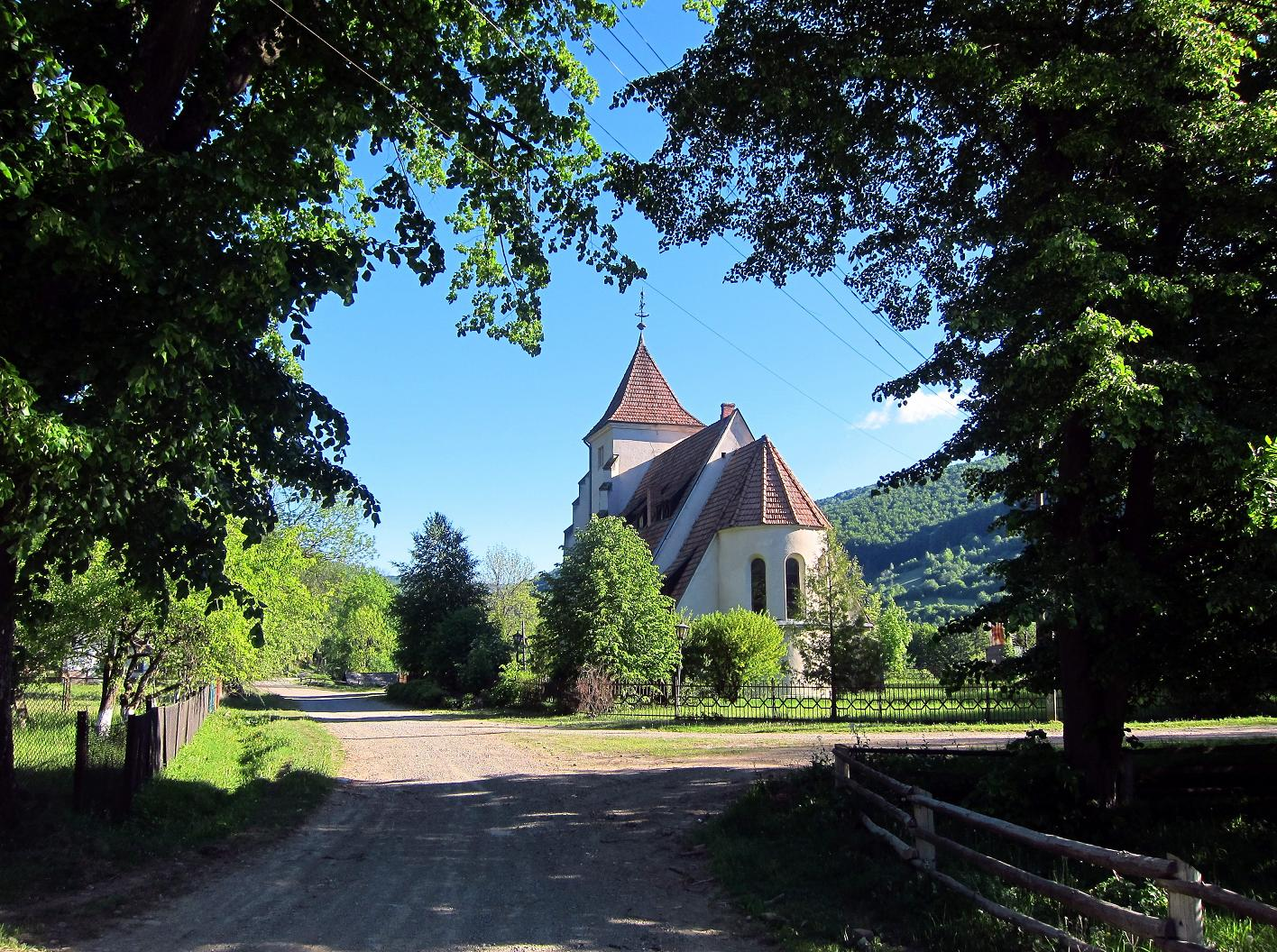
Костел

Ініціатором спорудження храму був інженер Казимир Вілімовський (Kazimierz Wilimowski), який проживав поруч у віллі-палаці для керівництва залізницею Верхнє Синьовидне — Майдан, що слугувала для перевезення заготовленого лісу. У період між двома Світовими війнами в Майдані проживала чисельна польська громада. За кошти польської громади та залізниці й був споруджений костел. Далі костел був переобладнаний у будинок відпочинку «УкрЗахідПроектРеставрації». У храмі навіть працював ресторан. В 1980 роках споруду знову реставрували, переобладнали внутрішні приміщення під кімнати для проживання у три поверхи. Останні років 10 костел стоїть пусткою.

### Вілла-палац (1936р.)

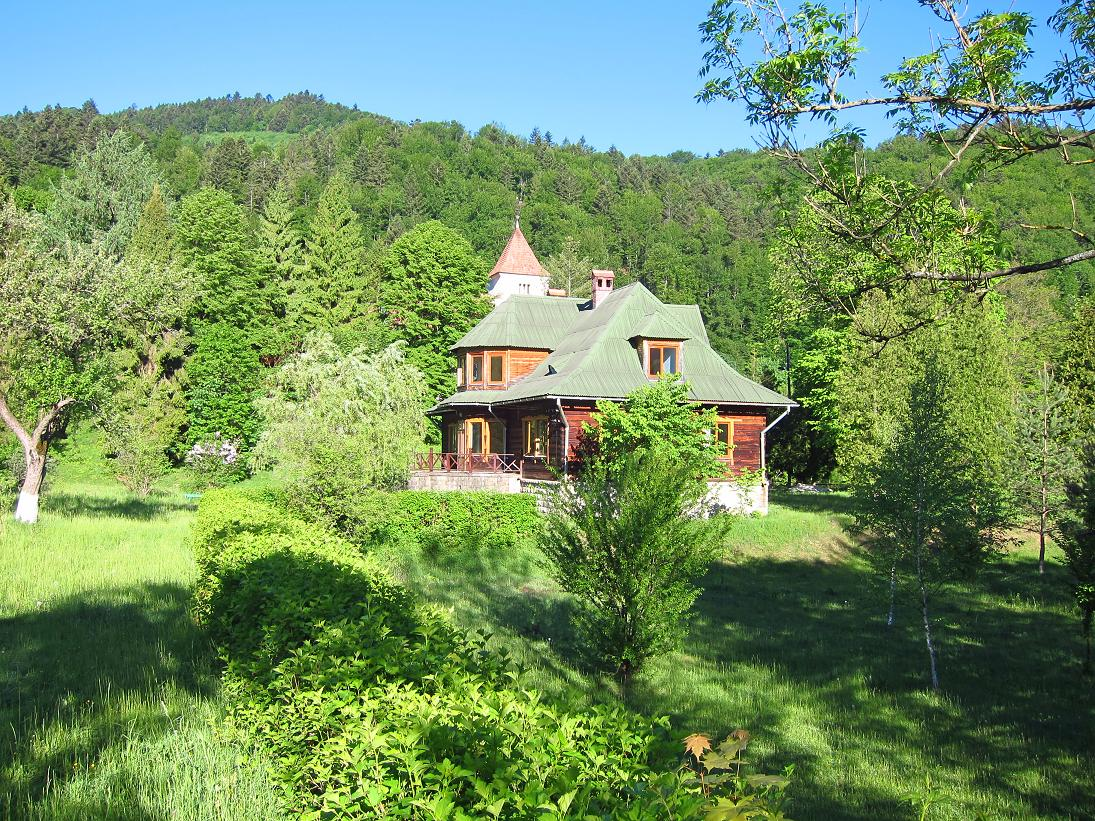
Дерев'яна вілла-палац

Прекрасна дерев'яна одноповерхова споруда з великою мансардою розташована в центрі села, нижче костелу. Вхід прикрашений портиком, що спирається на чотири білі колони. Будинок стоїть на кам'яному фундаменті. З тильної сторони палацу-вілли знаходиться простора літня тераса, що завершується сходами які спускаються в сад. У мансарді великий затишний балкон. Споруджено палац в 1936 році, про що свідчить вибитий на фундаменті зліва від входу напис «1936». В будинку проживав начальник залізниці Верхнє Синьовидне — Майдан протяжністю 33 кілометри з відгалуженнями до Рибника та Мальманшталя (Malmanstalu). Зараз в будинку знаходиться майданіське лісництво. Будинок, де проживав обслуговчий персонал залізниці, не зберігся.

### Палац (1936р.)

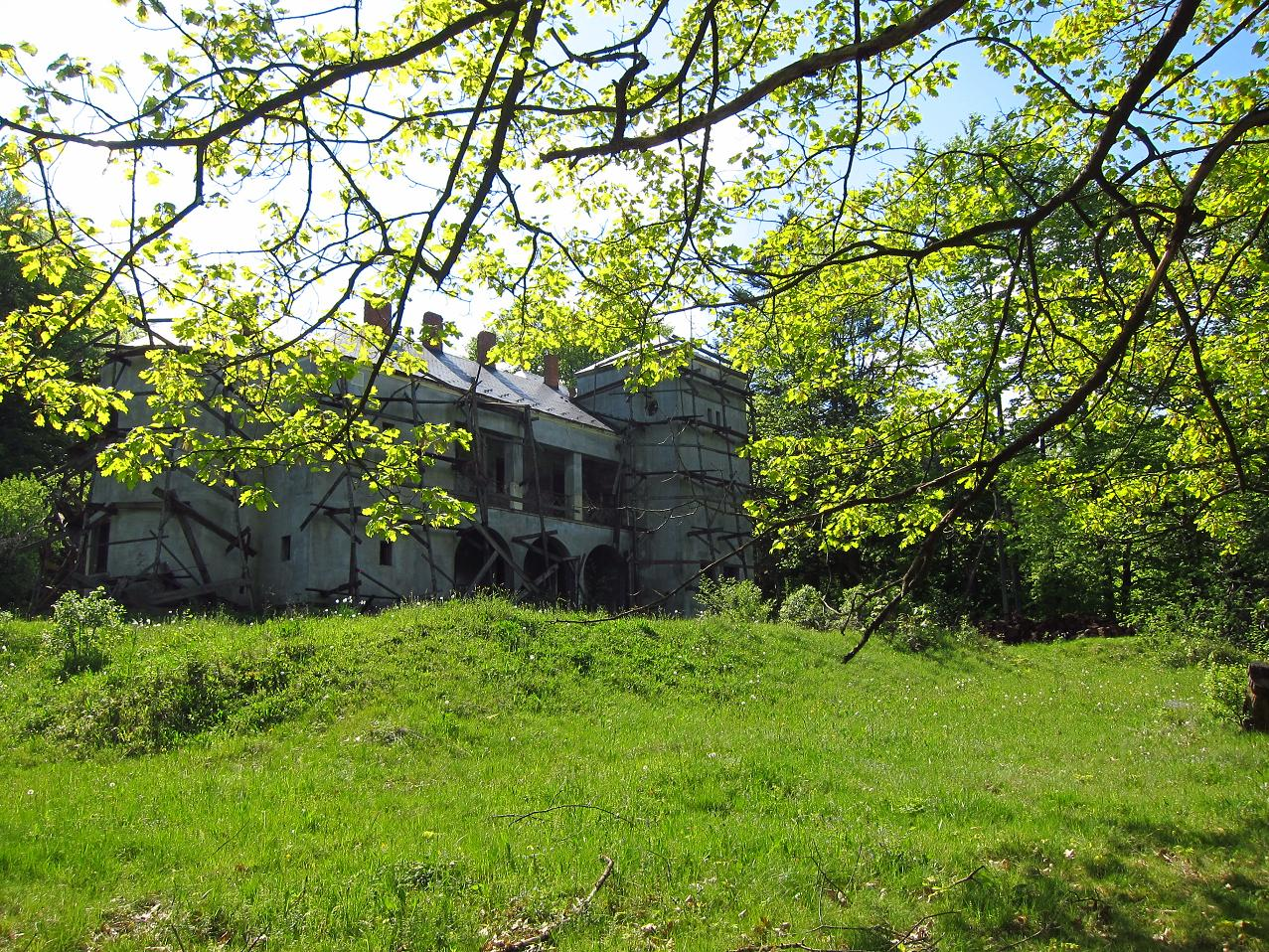
Мурований палац, споруджений в 1937 р., с. Майдан. Львівська обл., Дрогобицький р-н..

Палац знаходиться під горою у дубовому гаю, на території дитячого табору. Мурований з цегли, з галереєю на колонах, двоповерховий та з прибудовою у три поверхи. Тут проживав директор фірми «Godulla», що займалася заготівлею лісу. У будинку, як ззовні так і в середині, проводяться будівельні роботи, від чого палац втрачає автентичність.

## Світлини

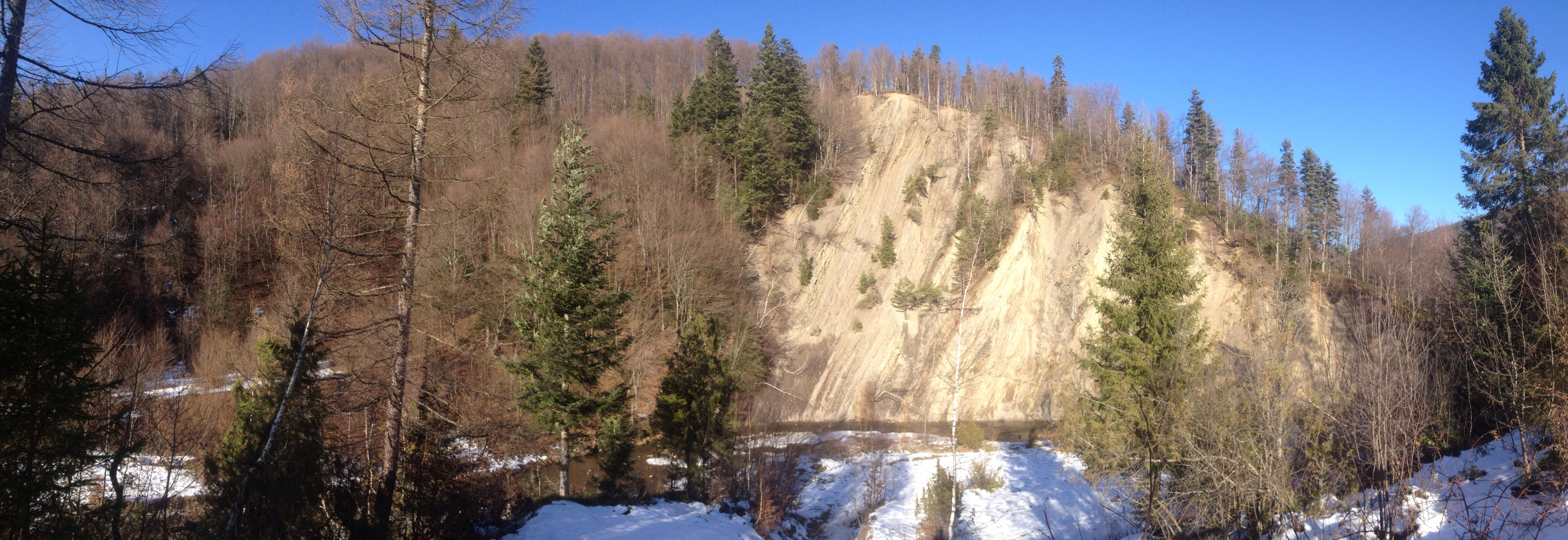
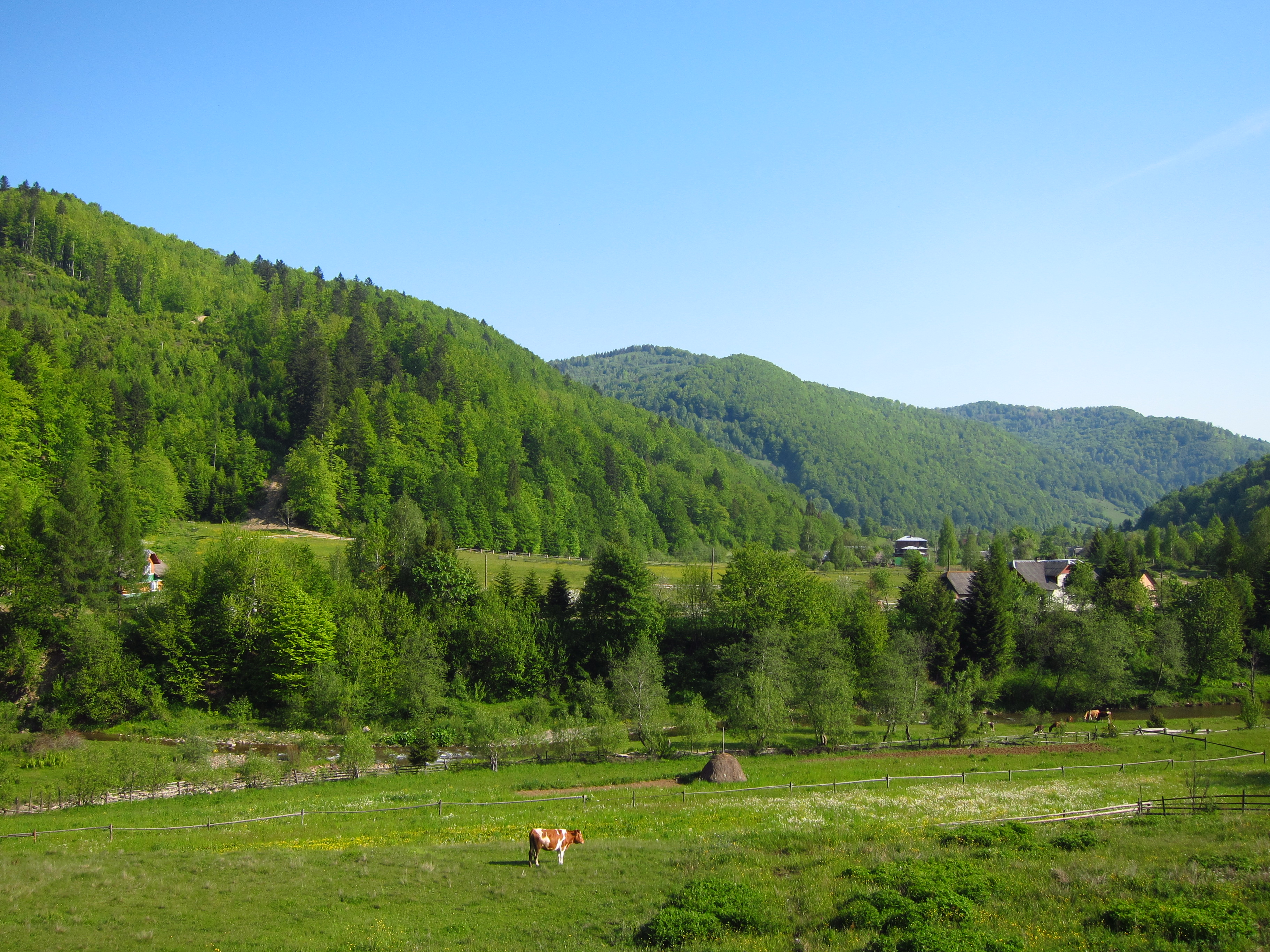
с. Майдан. Початок.
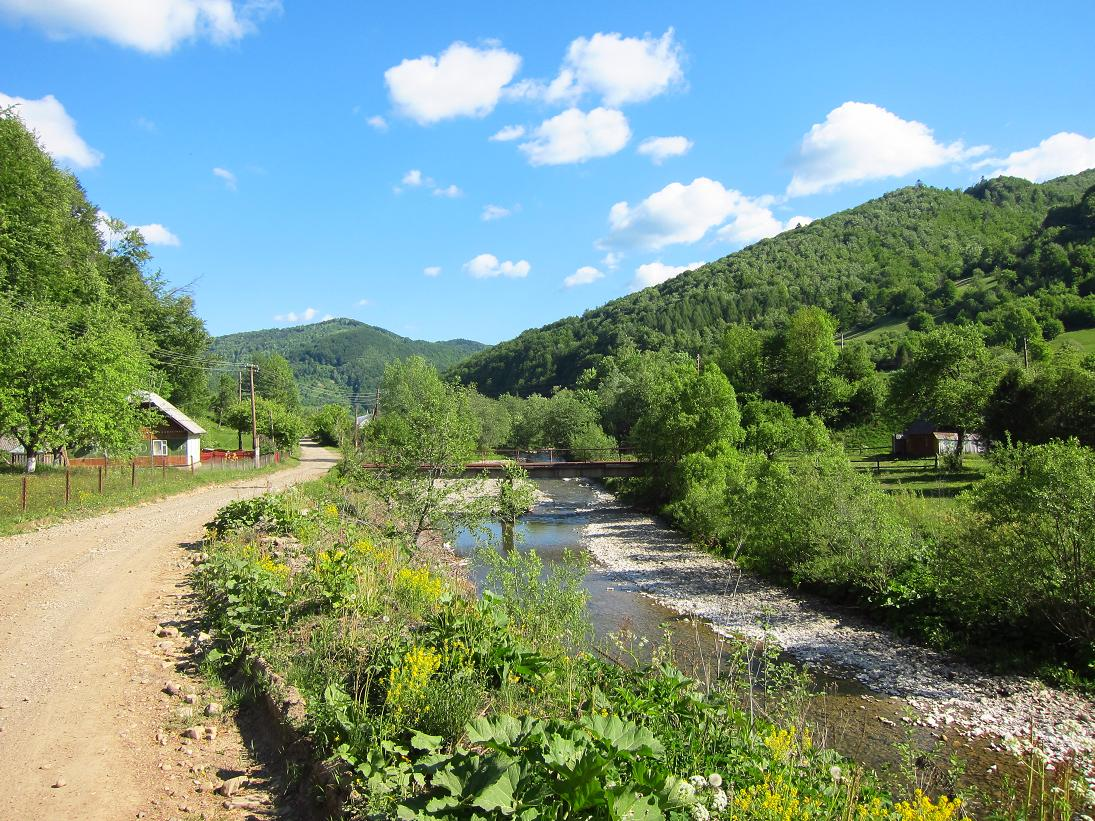
с. Майдан. Річка.
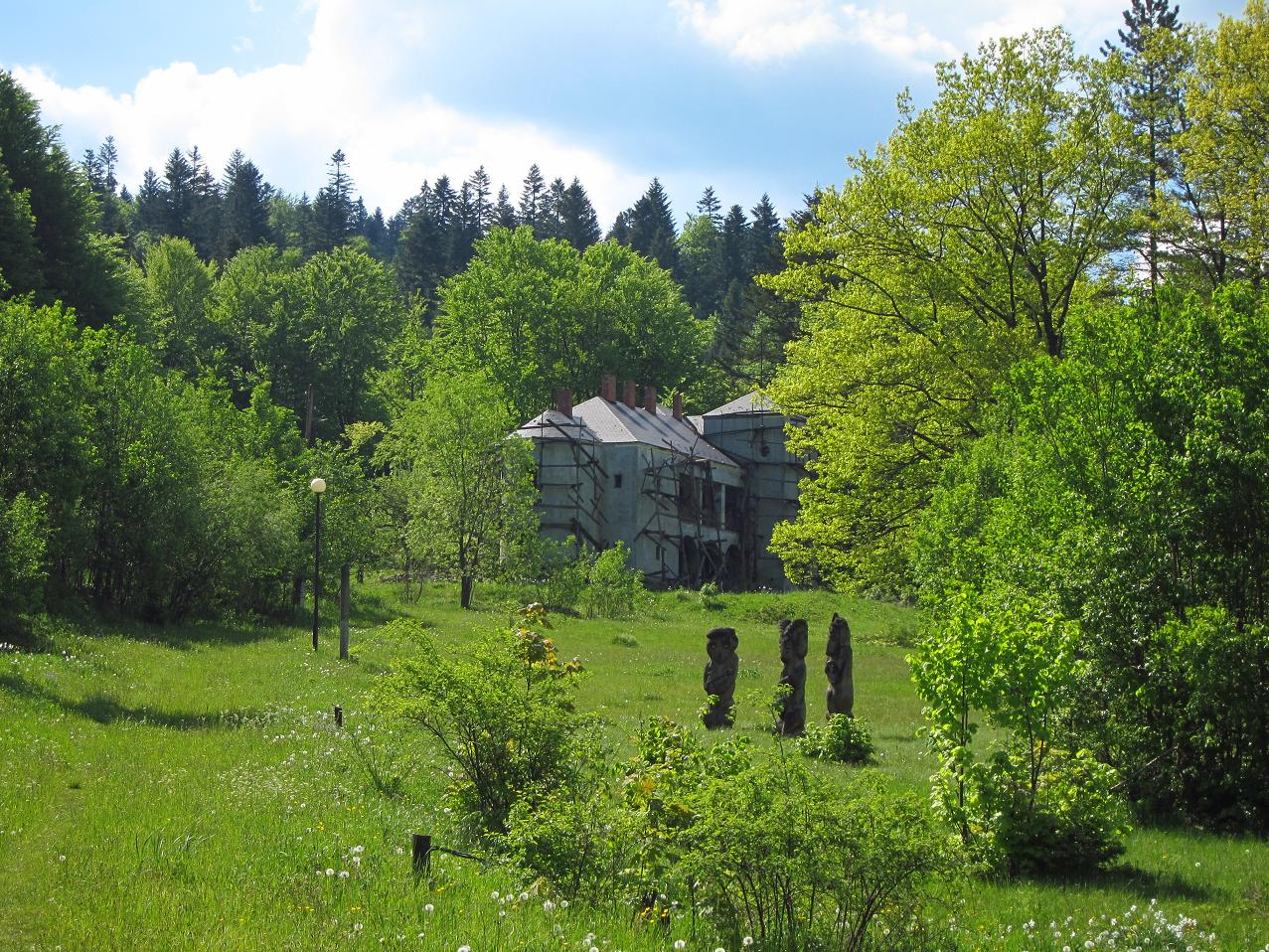
Палац мурований. с. Майдан.
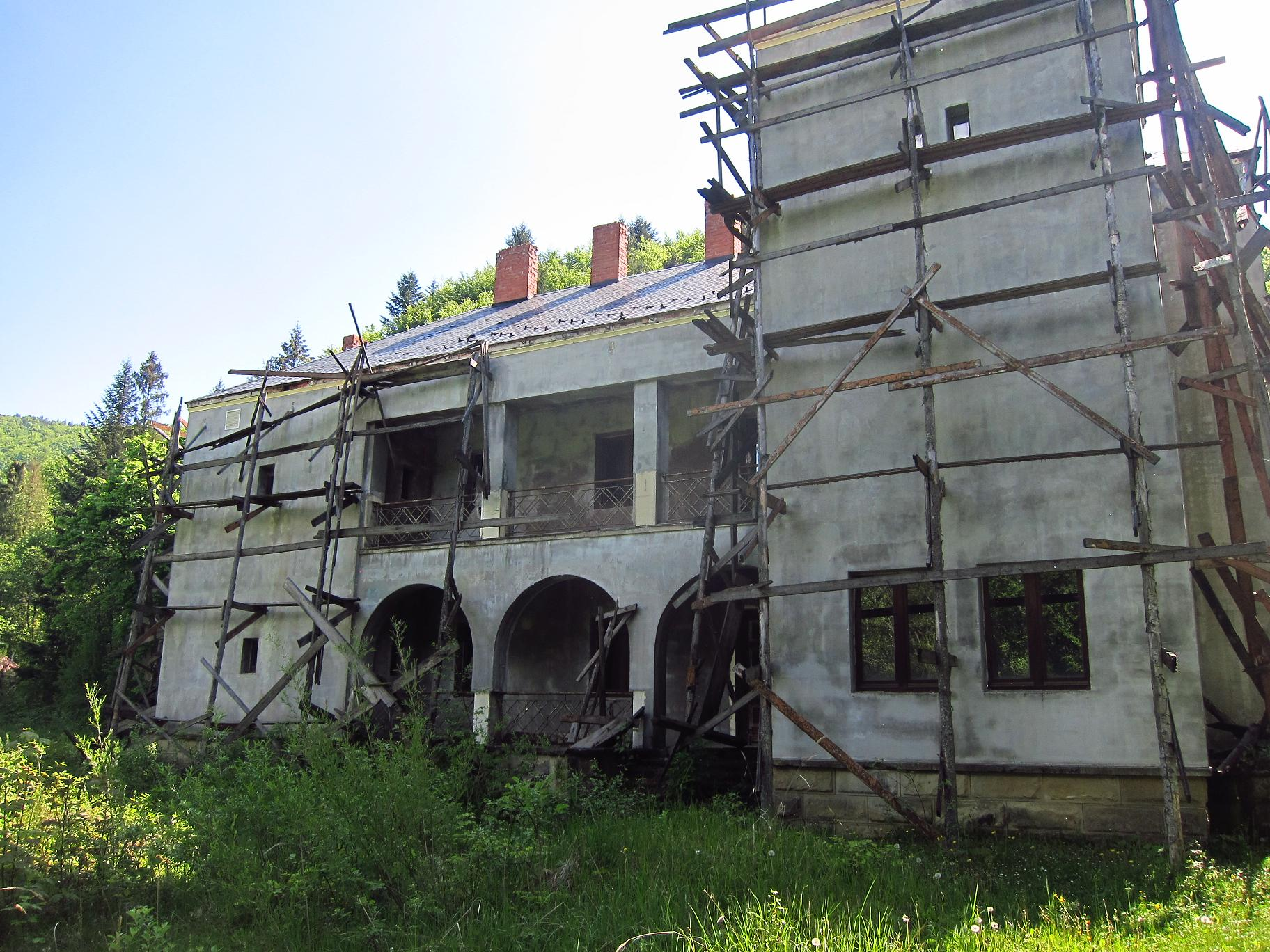
Палац. с. Майдан. Галерея.
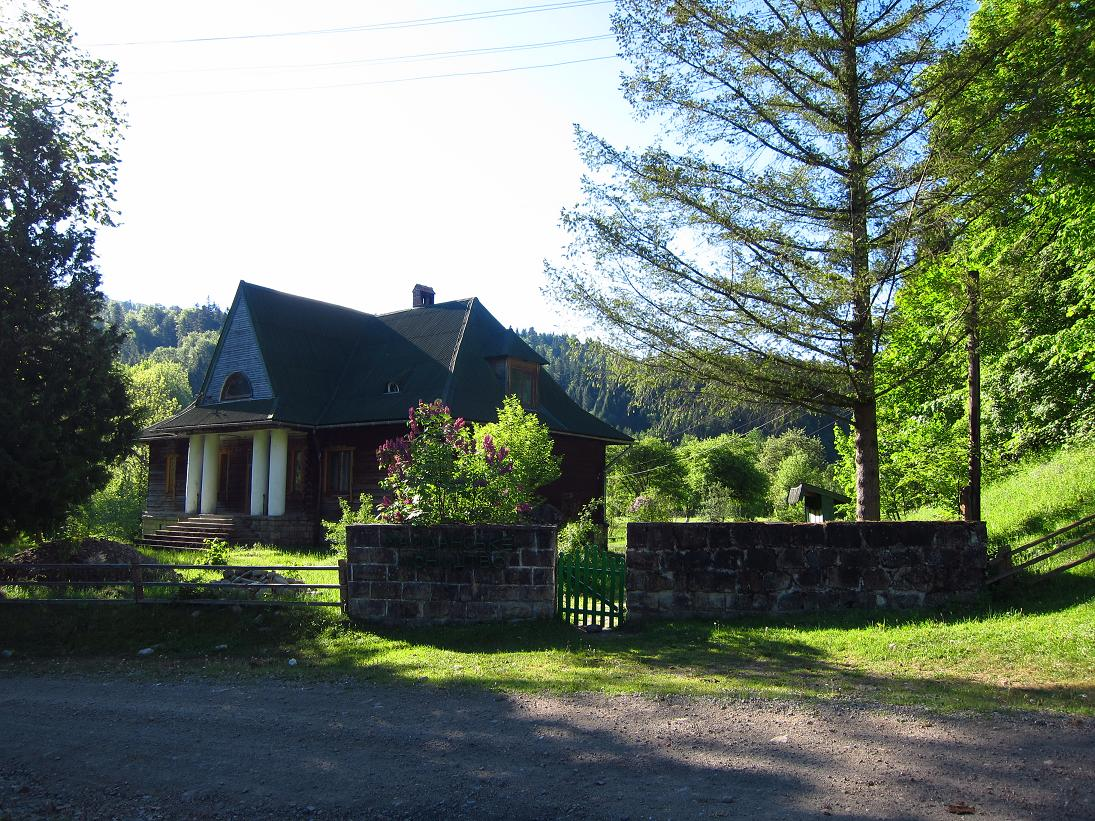
Вілла. с. Майдан.
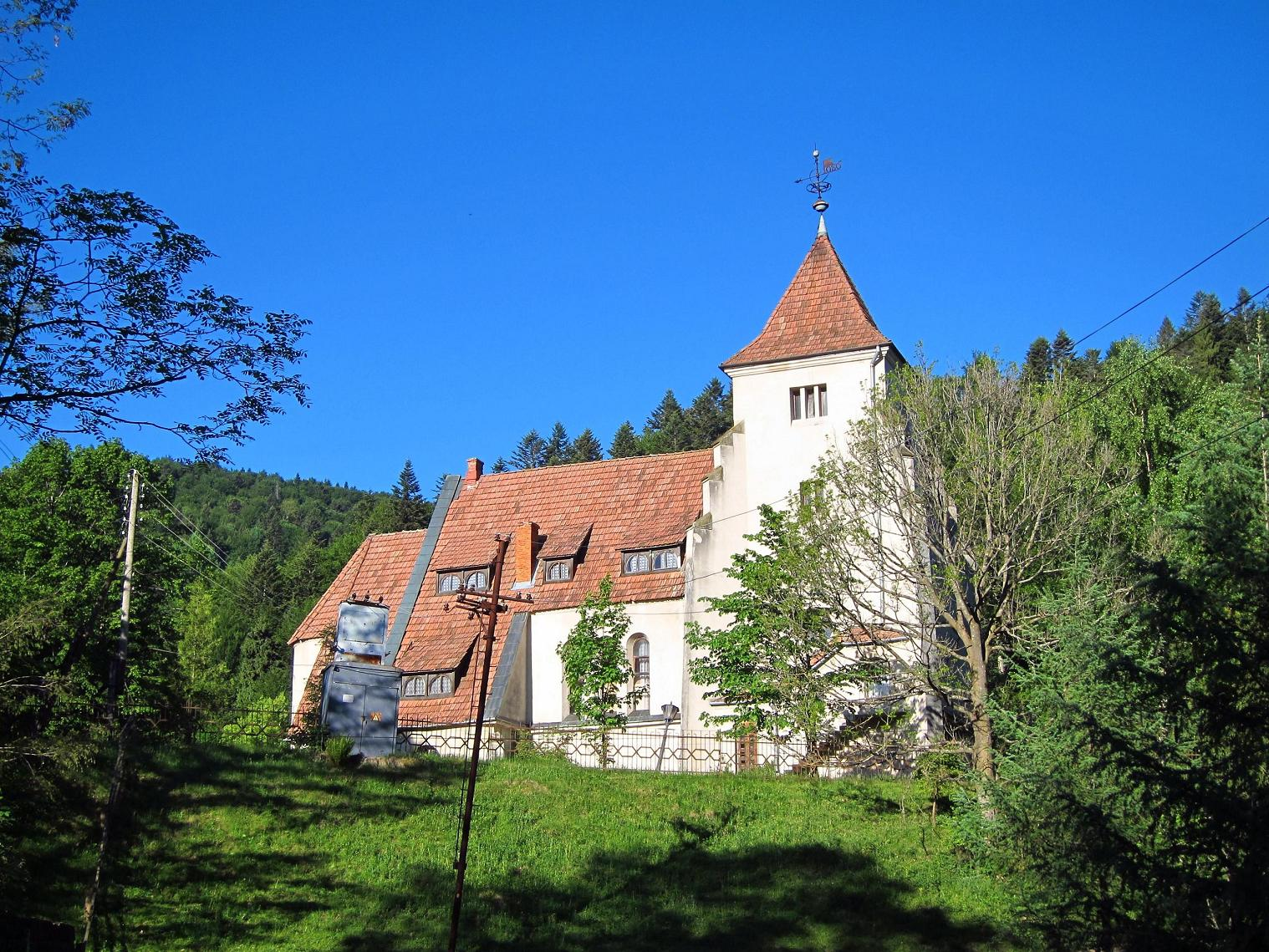
Костел. с.Майдан.
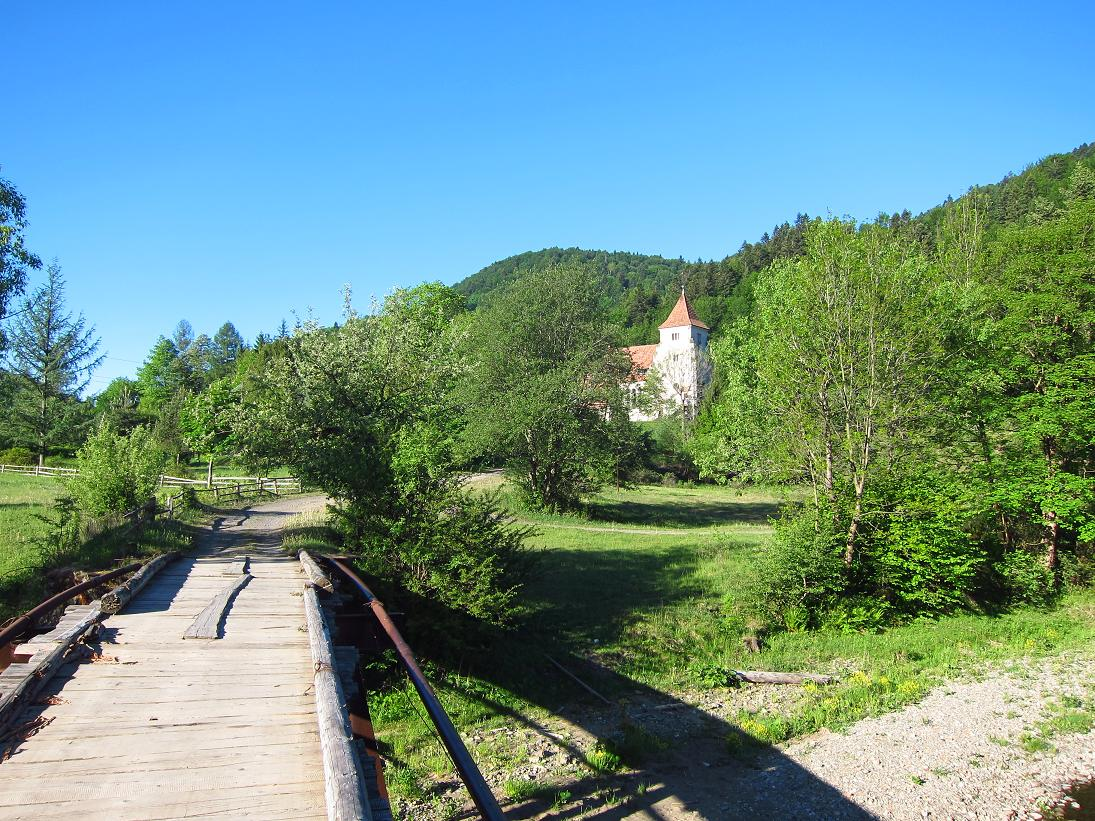
с. Майдан. Міст.
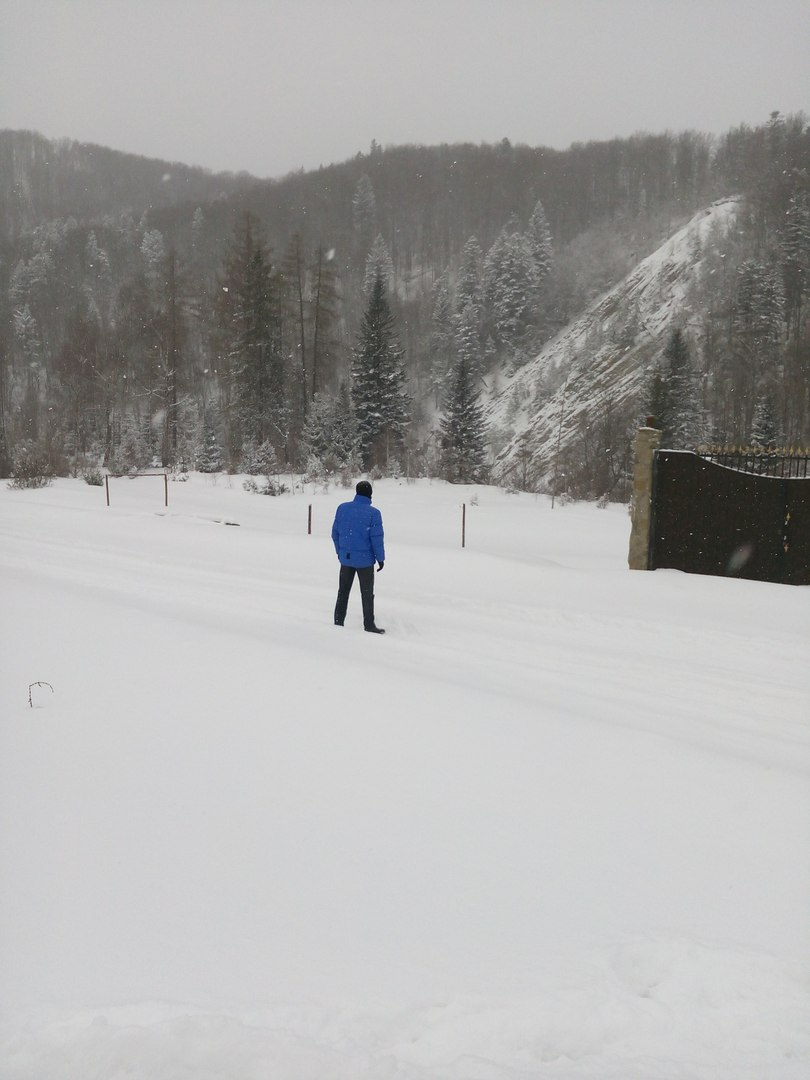
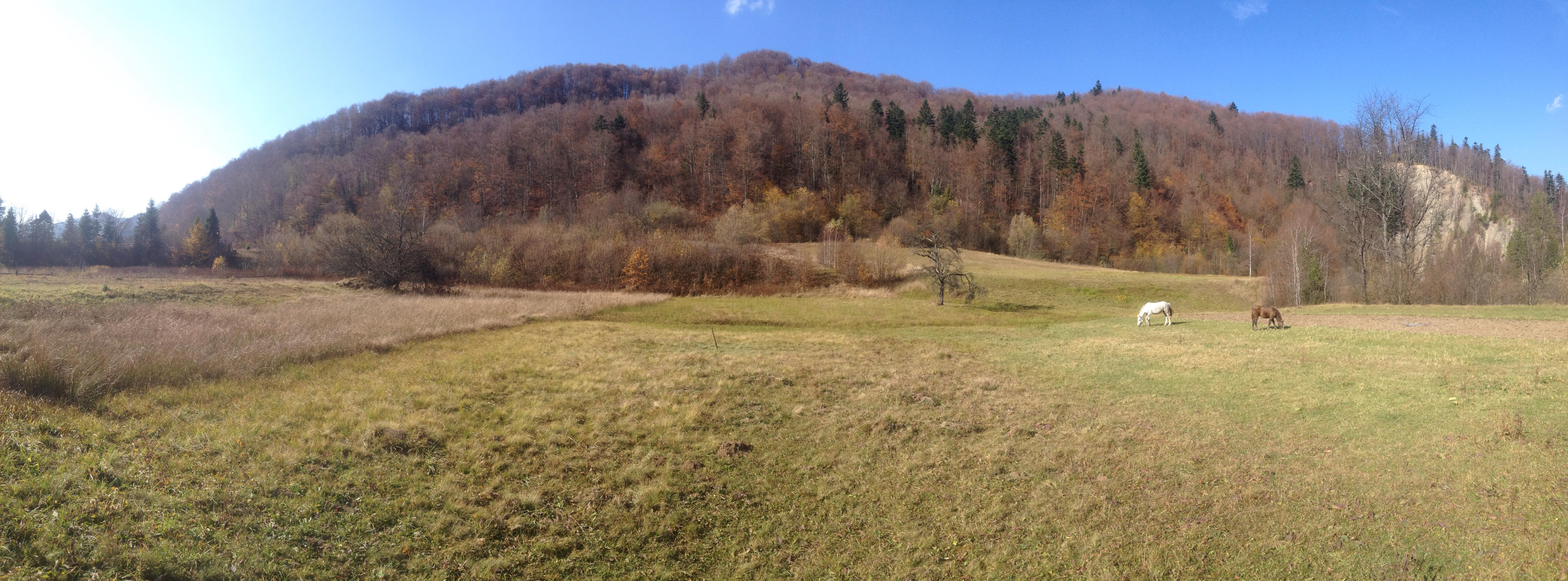
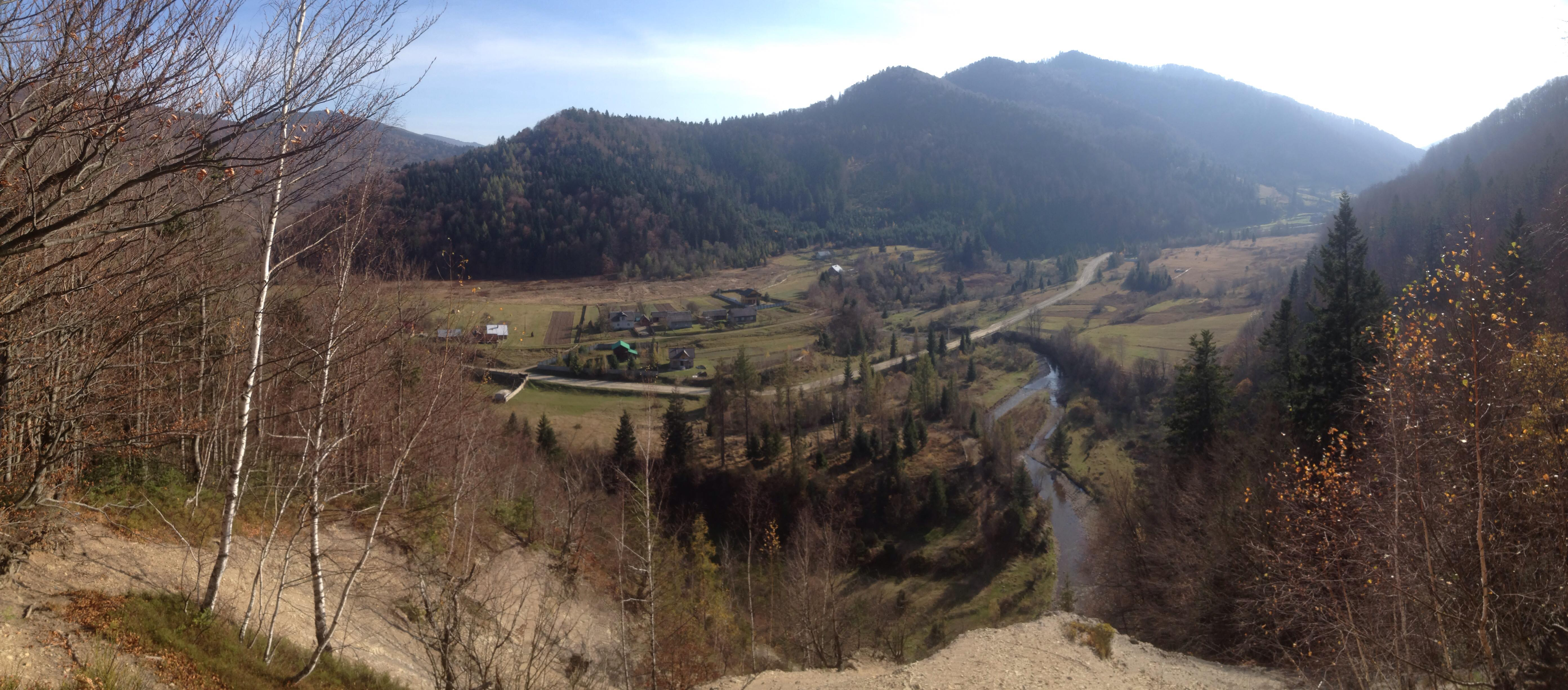